# Baeocera vilis
Espèce
Baeocera vilis est une espèce de coléoptères de la famille des Staphylinidae et de la sous-famille des Scaphidiinae.

## Répartition et habitat
Cette espèce est décrite du Bengale-Occidental, en Inde, mais également connue du Bhoutan et du Népal.